# I huvudet på Henrik Nyblom
I huvudet på Henrik Nyblom, är en svensk komediserie, utformat som ett sketchprogram, som hade premiär på SVT Play den 8 november och på SVT1 den 11 november 2024. Första säsongen består av åtta avsnitt, och är producerad av Fanny & Alexander Productions.

## Handling
I programmet visas sketcher med honom själv och andra medspelare i de andra rollerna, ofta komiker. Nyblom beskriver själv programmet som att Marina Abramović möter Galenskaparna.

## Medverkande

### Avsnitt 1. Bolsjeviken
Programmet började visas 8 november 2024 på SVT Play.
- Daniel Gilbert
- Vilton Nyblom
- Petrina Solange
- John Houdi
- Lars Netzler
- Magnus Betnér

### Avsnitt 2. Gabagool
Programmet började visas 15 november 2024 på SVT Play.
- Vilton Nyblom
- Patrik Arve
- Susanna Eklund
- Megic Mike
- Lars Flensted-Waleij
- Herman Munck

### Avsnitt 3. Dödszon
Programmet började visas 22 november 2024 på SVT Play.
- Christoffer Nyqvist
- Gisela Zeime
- Isak Jansson
- Susanna Eklund

### Avsnitt 4. Drakfrukten
Programmet började visas 29 november 2024 på SVT Play.
- Vilton Nyblom
- Christoffer Nyqvist
- Emma Melin
- Magnus Betnér
- Wencui Cui
- Marcus Berggren
- Jonathan Milton

### Avsnitt 5. Ögonbrynsroller
Programmet började visas 6 december 2024 på SVT Play.
- Vilton Nyblom
- Megic Mike
- Daniel Sanchez
- Ahmed Behran
- Ella Nyblom
- Jonathan Unge

### Avsnitt 6. Soffpotatisen
Programmet började visas 13 december 2024 på SVT Play.
- Vilton Nyblom
- Ella Nyblom
- Kirsty Armstrong
- Christoffer Nyqvist
- Herman Munck

### Avsnitt 7. Popcorn
Programmet började visas 20 december 2024 på SVT Play.
- Vilton Nyblom
- Megic Mike
- Herman Munck
- Sylvester Schlegel

### Avsnitt 8. Duffmode
Programmet började visas 27 december 2024 på SVT Play.
- Vilton Nyblom
- Ella Nyblom
- Christoffer Nyqvist
- Kirsty Armstrong
- Herman Munck
- Vencui Cui